# Роланд (Ајова)
Роланд (енгл. Roland) град је у америчкој савезној држави Ајова. По попису становништва из 2010. у њему је живело 1.284 становника.

## Демографија
Према попису становништва из 2010. у граду је живело 1.284 становника, што је -40 (-3.0%) становника више него 2000. године.
| Група             | 2000.         | 2010.         |
| Белци             | 1.304 (98,5%) | 1.255 (97,7%) |
| Афроамериканци    | 0 (0,0%)      | 2 (0,2%)      |
| Азијати           | 3 (0,2%)      | 1 (0,1%)      |
| Хиспаноамериканци | 9 (0,7%)      | 13 (1,0%)     |
| Укупно            | 1.324         | 1.284         |